# Wilhelm Heine (Politiker)
Max Carl Christian Wilhelm Heine (* 9. November 1865 in Nieder-Wildungen; † 6. Dezember 1943 in Bad Wildungen) war ein deutscher Schneidermeister und Politiker (Waldeckischer Landeswahlverband).

## Leben
Heine war der Sohn des Schneiders Philipp Heine (1834–1901) und dessen Ehefrau Katharina, geborene Seibel (1827–1888). Er heiratete am 31. Januar 1903 in Nieder-Ingelheim Philippina Saalwächter (1882–1964). Heine war Schneidermeister in Bad Wildungen. Von 1922 bis 1925 gehörte er für den Waldeckischen Landeswahlverband der Waldecker Landesvertretung an.